# Gran Premio di superbike di Monza 2010
Il Gran Premio di superbike di Monza 2010 è stata la quinta prova su tredici del campionato mondiale Superbike 2010, è stato disputato il 9 maggio sull'Autodromo nazionale di Monza e in gara 1 ha visto la vittoria di Max Biaggi davanti a James Toseland e Cal Crutchlow, lo stesso pilota si è ripetuto anche in gara 2, davanti a Leon Haslam e Troy Corser.
La vittoria nella gara valevole per il campionato mondiale Supersport 2010 è stata ottenuta da Eugene Laverty.

## Risultati

### Gara 1

#### Arrivati al traguardo[4]
| Pos. | Nº  | Pilota           | Squadra                  | Motocicletta         | Giri | Tempo     | Griglia | Punti |
| ---- | --- | ---------------- | ------------------------ | -------------------- | ---- | --------- | ------- | ----- |
| 1º   | 3   | Max Biaggi       | Aprilia Alitalia Racing  | Aprilia RSV4 Factory | 18   | 31:07.044 | 1º      | 25    |
| 2º   | 52  | James Toseland   | Yamaha Sterilgarda       | Yamaha YZF R1        | 18   | +0:00.247 | 7º      | 20    |
| 3º   | 35  | Cal Crutchlow    | Yamaha Sterilgarda       | Yamaha YZF R1        | 18   | +0:00.297 | 2º      | 16    |
| 4º   | 91  | Leon Haslam      | Suzuki Alstare           | Suzuki GSX-R1000     | 18   | +0:00.958 | 5º      | 13    |
| 5º   | 2   | Leon Camier      | Aprilia Alitalia Racing  | Aprilia RSV4 Factory | 18   | +0:04.493 | 13º     | 11    |
| 6º   | 111 | Rubén Xaus       | BMW Motorrad Motorsport  | BMW S1000 RR         | 18   | +0:07.343 | 6º      | 10    |
| 7º   | 84  | Michel Fabrizio  | Ducati Xerox             | Ducati 1098R         | 18   | +0:07.369 | 3º      | 9     |
| 8º   | 11  | Troy Corser      | BMW Motorrad Motorsport  | BMW S1000 RR         | 18   | +0:09.344 | 12º     | 8     |
| 9º   | 66  | Tom Sykes        | Kawasaki Racing          | Kawasaki ZX 10R      | 18   | +0:15.338 | 8º      | 7     |
| 10º  | 50  | Sylvain Guintoli | Suzuki Alstare           | Suzuki GSX-R1000     | 18   | +0:16.761 | 14º     | 6     |
| 11º  | 41  | Noriyuki Haga    | Ducati Xerox             | Ducati 1098R         | 18   | +0:16.921 | 16º     | 5     |
| 12º  | 76  | Max Neukirchner  | HANNspree Ten Kate Honda | Honda CBR1000RR      | 18   | +0:22.231 | 9º      | 4     |
| 13º  | 67  | Shane Byrne      | Althea Racing            | Ducati 1098R         | 18   | +0:22.602 | 15º     | 3     |
| 14º  | 7   | Carlos Checa     | Althea Racing            | Ducati 1098R         | 18   | +0:22.742 | 11º     | 2     |
| 15º  | 96  | Jakub Smrž       | PATA B&G Racing          | Ducati 1098R         | 18   | +0:26.266 | 17º     | 1     |
| 16º  | 99  | Luca Scassa      | Supersonic Racing        | Ducati 1098R         | 18   | +0:26.415 | 10º     |       |
| 17º  | 57  | Lorenzo Lanzi    | DFX Corse                | Ducati 1098R         | 18   | +0:26.968 | 19º     |       |
| 18º  | 77  | Chris Vermeulen  | Kawasaki Racing          | Kawasaki ZX 10R      | 18   | +0:36.964 | 18º     |       |
| 19º  | 95  | Roger Lee Hayden | Team Pedercini           | Kawasaki ZX 10R      | 18   | +0:51.646 | 22º     |       |
| 20º  | 23  | Broc Parkes      | ECHO CRS Honda           | Honda CBR1000RR      | 17   | +1 giro   | 24º     |       |

#### Ritirati
| Nº | Pilota            | Squadra                   | Motocicletta     | Giri | Griglia |
| -- | ----------------- | ------------------------- | ---------------- | ---- | ------- |
| 71 | Daisaku Sakai     | Yoshimura Suzuki Racing   | Suzuki GSX-R1000 | 9    | 21º     |
| 65 | Jonathan Rea      | HANNspree Ten Kate Honda  | Honda CBR1000RR  | 8    | 4º      |
| 31 | Vittorio Iannuzzo | S.C.I. Honda Garvie Image | Honda CBR1000RR  | 1    | 23º     |

#### Squalificato
| Nº | Pilota         | Squadra        | Motocicletta    | Giri | Griglia |
| -- | -------------- | -------------- | --------------- | ---- | ------- |
| 15 | Matteo Baiocco | Team Pedercini | Kawasaki ZX 10R | 8    | 20º     |

### Gara 2

#### Arrivati al traguardo[5]
| Pos. | Nº | Pilota           | Squadra                  | Motocicletta         | Giri | Tempo     | Griglia | Punti |
| ---- | -- | ---------------- | ------------------------ | -------------------- | ---- | --------- | ------- | ----- |
| 1º   | 3  | Max Biaggi       | Aprilia Alitalia Racing  | Aprilia RSV4 Factory | 18   | 31:07.122 | 1º      | 25    |
| 2º   | 91 | Leon Haslam      | Suzuki Alstare           | Suzuki GSX-R1000     | 18   | +0:04.547 | 5º      | 20    |
| 3º   | 11 | Troy Corser      | BMW Motorrad Motorsport  | BMW S1000 RR         | 18   | +0:05.469 | 12º     | 16    |
| 4º   | 2  | Leon Camier      | Aprilia Alitalia Racing  | Aprilia RSV4 Factory | 18   | +0:10.267 | 13º     | 13    |
| 5º   | 66 | Tom Sykes        | Kawasaki Racing          | Kawasaki ZX 10R      | 18   | +0:15.561 | 8º      | 11    |
| 6º   | 41 | Noriyuki Haga    | Ducati Xerox             | Ducati 1098R         | 18   | +0:15.816 | 16º     | 10    |
| 7º   | 50 | Sylvain Guintoli | Suzuki Alstare           | Suzuki GSX-R1000     | 18   | +0:15.861 | 14º     | 9     |
| 8º   | 96 | Jakub Smrž       | PATA B&G Racing          | Ducati 1098R         | 18   | +0:20.977 | 17º     | 8     |
| 9º   | 67 | Shane Byrne      | Althea Racing            | Ducati 1098R         | 18   | +0:21.920 | 15º     | 7     |
| 10º  | 99 | Luca Scassa      | Supersonic Racing        | Ducati 1098R         | 18   | +0:21.974 | 10º     | 6     |
| 11º  | 7  | Carlos Checa     | Althea Racing            | Ducati 1098R         | 18   | +0:27.152 | 11º     | 5     |
| 12º  | 76 | Max Neukirchner  | HANNspree Ten Kate Honda | Honda CBR1000RR      | 18   | +0:29.315 | 9º      | 4     |
| 13º  | 77 | Chris Vermeulen  | Kawasaki Racing          | Kawasaki ZX 10R      | 18   | +0:30.858 | 18º     | 3     |
| 14º  | 95 | Roger Lee Hayden | Team Pedercini           | Kawasaki ZX 10R      | 18   | +0:47.160 | 22º     | 2     |
| 15º  | 23 | Broc Parkes      | ECHO CRS Honda           | Honda CBR1000RR      | 18   | +0:48.824 | 24º     | 1     |

#### Ritirati
| Nº  | Pilota            | Squadra                   | Motocicletta    | Giri | Griglia |
| --- | ----------------- | ------------------------- | --------------- | ---- | ------- |
| 35  | Cal Crutchlow     | Yamaha Sterilgarda        | Yamaha YZF R1   | 12   | 2º      |
| 15  | Matteo Baiocco    | Team Pedercini            | Kawasaki ZX 10R | 10   | 20º     |
| 57  | Lorenzo Lanzi     | DFX Corse                 | Ducati 1098R    | 9    | 19º     |
| 31  | Vittorio Iannuzzo | S.C.I. Honda Garvie Image | Honda CBR1000RR | 6    | 23º     |
| 84  | Michel Fabrizio   | Ducati Xerox              | Ducati 1098R    | 1    | 3º      |
| 52  | James Toseland    | Yamaha Sterilgarda        | Yamaha YZF R1   | 0    | 7º      |
| 111 | Rubén Xaus        | BMW Motorrad Motorsport   | BMW S1000 RR    | 0    | 6º      |
| 65  | Jonathan Rea      | HANNspree Ten Kate Honda  | Honda CBR1000RR | 0    | 4º      |

### Supersport

#### Arrivati al traguardo[3]
| Pos. | Nº  | Pilota             | Squadra                  | Motocicletta        | Giri | Tempo     | Griglia | Punti |
| ---- | --- | ------------------ | ------------------------ | ------------------- | ---- | --------- | ------- | ----- |
| 1º   | 50  | Eugene Laverty     | Parkalgar Honda          | Honda CBR600RR      | 16   | 28:51.936 | 2º      | 25    |
| 2º   | 54  | Kenan Sofuoğlu     | HANNspree Ten Kate Honda | Honda CBR600RR      | 16   | + 2.817   | 1º      | 20    |
| 3º   | 26  | Joan Lascorz       | Kawasaki Motocard.com    | Kawasaki ZX-6R      | 16   | + 3.043   | 3º      | 16    |
| 4º   | 51  | Michele Pirro      | HANNspree Ten Kate Honda | Honda CBR600RR      | 16   | + 21.238  | 4º      | 13    |
| 5º   | 37  | Katsuaki Fujiwara  | Kawasaki Motocard.com    | Kawasaki ZX-6R      | 16   | + 22.003  | 7º      | 11    |
| 6º   | 14  | Matthieu Lagrive   | ParkinGO Triumph BE1     | Triumph Daytona 675 | 16   | + 22.056  | 11º     | 10    |
| 7º   | 7   | Chaz Davies        | ParkinGO Triumph BE1     | Triumph Daytona 675 | 16   | + 30.724  | 9º      | 9'    |
| 8º   | 25  | David Salom        | ParkinGO BE1 Triumph     | Triumph Daytona 675 | 16   | + 30.730  | 6º      | 8     |
| 9º   | 4   | Gino Rea           | Intermoto Czech          | Honda CBR600RR      | 16   | + 30.857  | 8º      | 7     |
| 10º  | 117 | Miguel Praia       | Parkalgar Honda          | Honda CBR600RR      | 16   | + 32.265  | 13º     | 6     |
| 11º  | 55  | Massimo Roccoli    | Intermoto Czech          | Honda CBR600RR      | 16   | + 32.272  | 10º     | 5     |
| 12º  | 45  | Gianluca Vizziello | Velmotor 2000            | Honda CBR600RR      | 16   | + 32.976  | 12º     | 4     |
| 13º  | 5   | Alexander Lundh    | Cresto Guide Racing      | Honda CBR600RR      | 16   | + 55.474  | 7º      | 3     |
| 14º  | 19  | Andrea Boscoscuro  | Kuja Racing              | Honda CBR600RR      | 16   | + 55.641  | 14º     | 2     |
| 15º  | 8   | Bastien Chesaux    | Harms Benjan Racing      | Honda CBR600RR      | 16   | +1:19.469 | 19º     | 1     |
| 16º  | 10  | Imre Tóth          | Team Toth                | Honda CBR600RR      | 15   | +1 giro   | 20º     |       |

#### Ritirati
| Nº  | Pilota          | Squadra              | Motocicletta        | Giri | Griglia |
| --- | --------------- | -------------------- | ------------------- | ---- | ------- |
| 9   | Danilo Dell'Omo | Kuja Racing          | Honda CBR600RR      | 15   | 18º     |
| 99  | Fabien Foret    | Lorenzini by Leoni   | Kawasaki ZX-6R      | 7    | 5º      |
| 127 | Robbin Harms    | Harms Benjan Racing  | Honda CBR600RR      | 1    | 15º     |
| 40  | Jason Di Salvo  | ParkinGO BE1 Triumph | Triumph Daytona 675 | 0    | 16º     |